# Erik With
Erik With (20. november 1869 i København – 11. marts 1959) var en dansk generalløjtnant og hærchef 1931-1939.
Erik With var søn af højesteretsassessor R.C. With og hustru Ina f. Binzer. Han blev lærling i Flåden 1884-85, sekondløjtnant i Fodfolket 1891, kaptajn 1908, var chef for Generalstabens efterretningsvæsen 1911-18, blev oberstløjtnant og chef for 27. bataillon 1918, chef for 24. bataillon 1921, tillige for 1. landstormsbataillon 1923. Samme år blev han oberstløjtnant i Generalstaben og året efter oberst. Han var stabschef hos generalinspektøren for Fodfolket 1923-27, chef for Generalstabens taktiske afdeling 1927, blev generalmajor og chef for Sjællandske Division 1930 og generalløjtnant og chef for Generalkommandoen 1931-1939.
Han foretog tjenesterejser til Serbien, Grækenland, Tyrkiet og Bulgarien for at studere Balkankrigen i 1913, var i 1930 udkommanderet til overværelse af de engelske hærmanøvrer til special-studium af de mekaniserede og motoriserede tropper og i 1932 til overværelse af den svenske frivillige landstorms feltøvelser og idrætsstævne ved Linköping i anledning af landstorm-centralkomitéens 20 års jubilæum. With stod i nært forhold til statsminister Thorvald Stauning og øvede således indflydelse på den socialdemokratiske forsvarspolitik. Alligevel fik han ikke sine ønsker om et udvidet forsvar opfyldt. With var særligt interesseret i opbygningen af et effektivt luftforsvar i form af jagere og antiluftskyts.
Han var Storkorsridder af Dannebrog, Dannebrogsmand, ridder af andre ordener mm. Erik With var desuden skoleforstander for Akademisk Skyttekorps 1901-03, chef for samme 1911-17; formand for Akademisk Skytteforening 1939-42, formand for skydeudvalget i overbestyrelsen for De Danske Skytte-, Gymnastik- og Idrætsforeninger 1939-50 og for Foreningen af Officerer uden for aktiv Tjeneste 1939, æresmedlem af Akademisk Skyttekorps Underofficersforening og Skyttelaug, præsident for De danske Brevdueforeninger 1911-18, æresmedlem 1922, kommandant for de engelske hjemsendte krigsfanger i Barfredshøjlejren december 1918-marts 1919, medlem af landstormskommissionen 1922, formand fra 1930, chef for landstormen 1930, formand for Officersforeningen i København 1930-31 og for Fællesorganisationen af Officerer og ligestillede af Hæren 1931.
Han blev tildelt De danske Brevdueforeningers guldmedalje 1932, var æresøverste i Selskabet De danske Forsvarsbrødre 1932, æresmedlem af 4. og 7. Regiments Soldaterforeninger 1933, ærespræsident i Det Kongelige Danske Aeronautiske Selskab 1933, formand for Komitéen for rejsning af mindesmærker for de nordiske frivillige, deltaget i krigene 1848-50 og 1864, rejst på Dybbøl Banke 1936, ærespræsident for Danske Soldaterforeningers Samvirke for København og Omegn 1939, medlem af bestyrelsen for Kjøbenhavns Telefon Aktieselskab 1937, protektor for Foreningen af hjemsendte Løjtnanter og Kornetter 1938; formand for komitéen for rejsning af en mindestøtte i Charlottenlund Slotspark for kong Frederik VIII og dronning Louise 1938, formand for Det Kongelige Kjøbenhavnske Skydeselskab og Danske Broderskab 1939-46 og for foreningen Det Frie Nord 1940-45, medlem af bestyrelsen for Grænsefondet 1939, æresmedlem af Dansk-Jugoslavisk Forening 1940, medlem af bestyrelsen for Dansk Samvirke 1940-47, medlem af Finlandshjælpens arbejdsudvalg og af Finlandshjælpens udvalg for finske børns ophold i Danmark 1942, formand for foreningen Københavns frivillige Luftforsvar 1945-51, præsident for Le souvenir francais i Danmark 1947-56, æresmedlem af De danske Skytte-, Gymnastik- og Idrætsforeninger 1950.
Han tog Idrætsmærket i guld 1923, blev tildelt Helsingfors Skyttekreds fortjenstmed. i guld, Stockholm Skytteförbunds faltskyttejetbng. Oslo Skyttesamlags æresmedalje 1934, Finlands Skytteforbunds fortjensttegn i guld 1947, svensk skyttejetong i sølv »For Fortjanster Om Det Frivilliga Skytteväsendet« 1947, De danske Skytte-Gymnastik- og Idrætsforeningers hæderstegn for fortjenstfuldt arbejde 1948, Norsk Landsskytteorganisations guldmedalje 1949, Sønderjydsk Idrætsforenings hæderstegn i guld 1951, Stockholms Skytteförbunds guldmedalje 1951, Sveriges Fortjänsttecken i guld for utomordentliga Tjanster åt det Svenska frivilliga Skyttevasendet 1953 og Skytternes ærestegn 1956.
Han blev gift (16. december 1899) med Gustava Davidsen (f. 1. februar 1872 i Farsund i Norge, død 1952), datter af skibsreder David Davidsen og hustru Antoinette f. Wollan (død 1918).